# Hadinaru, Nanjangud
Hadinaru là một làng thuộc tehsil Nanjangud, huyện Mysore, bang Karnataka, Ấn Độ.